# Baseball ai Giochi panamericani
Il baseball è presente ai Giochi panamericani sin dalla loro creazione, avvenuta nel 1951. La nazionale cubana è la dominatrice assoluta di questa disciplina con 10 ori vinti consecutivamente. Repubblica Dominicana, Venezuela e Stati Uniti le altre nazioni titolate almeno una volta.
Tradizionalmente si svolge solo il torneo maschile, mentre il corrispettivo femminile è il softball, tuttavia nell'edizione 2015 dei giochi, è stato disputato il primo torneo femminile di baseball.
| Anno          | Ospitante         |                 | Medaglie        | Medaglie    | Medaglie    | Medaglie |
| Anno          | Ospitante         | Oro             | Argento         | Bronzo      | Bronzo      |          |
| 1951 Dettagli | Buenos Aires      | Cuba            | Stati Uniti     | Messico     | Messico     |          |
| 1955 Dettagli | Città del Messico | Rep. Dominicana | Stati Uniti     | Venezuela   | Venezuela   |          |
| 1959 Dettagli | Chicago           | Venezuela       | Porto Rico      | Stati Uniti | Stati Uniti |          |
| 1963 Dettagli | San Paolo         | Cuba            | Stati Uniti     | Messico     | Messico     |          |
| 1967 Dettagli | Winnipeg          | Stati Uniti     | Cuba            | Porto Rico  | Porto Rico  |          |
| 1971 Dettagli | Cali              | Cuba            | Stati Uniti     | Colombia    | Colombia    |          |
| 1975 Dettagli | Città del Messico | Cuba            | Stati Uniti     | Venezuela   | Venezuela   |          |
| 1979 Dettagli | San Juan          | Cuba            | Rep. Dominicana | Porto Rico  | Porto Rico  |          |
| 1983 Dettagli | Caracas           | Cuba            | Nicaragua       | Stati Uniti | Stati Uniti |          |
| 1987 Dettagli | Indianapolis      | Cuba            | Stati Uniti     | Porto Rico  | Porto Rico  |          |
| 1991 Dettagli | L'Avana           | Cuba            | Porto Rico      | Stati Uniti | Stati Uniti |          |
| 1995 Dettagli | Mar del Plata     | Cuba            | Nicaragua       | Porto Rico  | Porto Rico  |          |
| 1999 Dettagli | Winnipeg          | Cuba            | Stati Uniti     | Canada      | Canada      |          |
| 2003 Dettagli | Santo Domingo     | Cuba            | Stati Uniti     | Messico     | Messico     |          |
| 2007 Dettagli | Rio de Janeiro    | Cuba            | Stati Uniti     | Messico     | Nicaragua   |          |
| 2011 Dettagli | Guadalajara       | Canada          | Stati Uniti     | Cuba        | Cuba        |          |
| 2015 Dettagli | Toronto           | Canada          | Stati Uniti     | Cuba        | Cuba        |          |
| 2019 Dettagli | Lima              | Porto Rico      | Canada          | Nicaragua   | Nicaragua   |          |
| 2023 Dettagli | Santiago del Cile | Colombia        | Brasile         | Messico     | Messico     |          |

## Medagliere storico
| Posizione | Nazione         | Oro | Argento | Bronzo | Totale |
| --------- | --------------- | --- | ------- | ------ | ------ |
| 1         | Cuba            | 12  | 1       | 2      | 15     |
| 2         | Canada          | 2   | 1       | 1      | 4      |
| 3         | Stati Uniti     | 1   | 11      | 3      | 15     |
| 4         | Porto Rico      | 1   | 2       | 4      | 7      |
| 5         | Rep. Dominicana | 1   | 1       | 0      | 2      |
| 6         | Venezuela       | 1   | 0       | 2      | 3      |
| 7         | Colombia        | 1   | 0       | 1      | 2      |
| 8         | Nicaragua       | 0   | 2       | 2      | 4      |
| 9         | Brasile         | 0   | 1       | 0      | 1      |
| 10        | Messico         | 0   | 0       | 5      | 5      |
| Totale    | Totale          | 19  | 19      | 20     | 58     |

## Torneo femminile
| Anno          | Ospitante |             | Medaglie | Medaglie  | Medaglie | Medaglie |
| Anno          | Ospitante | Oro         | Argento  | Bronzo    | Bronzo   |          |
| 2015 Dettagli | Toronto   | Stati Uniti | Canada   | Venezuela |          |          |